# Ražanac
Ražanac är en ort i Kroatien.   Den ligger i länet Zadars län, i den södra delen av landet, 180 km söder om huvudstaden Zagreb. Ražanac ligger 8 meter över havet och antalet invånare är 1 007.
Terrängen runt Ražanac är varierad. Havet är nära Ražanac norrut. Runt Ražanac är det ganska tätbefolkat, med 72 invånare per kvadratkilometer. Närmaste större samhälle är Zadar, 19,9 km söder om Ražanac. Trakten runt Ražanac består till största delen av jordbruksmark.